# 库普乡
库普乡，是中华人民共和国新疆维吾尔自治区塔城地区托里县下辖的一个乡镇级行政单位。

## 行政区划
库普乡下辖以下地区：
库普村、杰特窝巴村、加木布勒村、喀拉托别村、克孜勒加尔村、朗古特勒村、呼喀拉盖村、新村、布尔合斯台村、苏吾尔村、萨尔巴斯陶村、阔克哈达村、阿克塔因恰村、喀拉乔克村、也斯道吾列提村、也木其村、多拉特村、别拉什村和萨尔窝孜克村。